# أنتيفا: دليل مناهضة الفاشية
{{صندوق معلومات كتاب|border|فنان الغلاف=|البلد=المملكة المتحدة|اللغة=الإنجليزة|كتب أخرى للمؤلف=|جوائز=|ردمك=978-1-61219-703-6|أكلس=|ديوي=|كونغرس=}}
أنتيفا: دليل مناهضة الفاشية هو كتاب صدر عام 2017 من تأليف المؤرخ مارك براي نشرته دار ميلفيل للنشر، والذي يستكشف تاريخ الحركات المناهضة للفاشية منذ عشرينيات وثلاثينيات القرن العشرين وظهورها المعاصر.

## المحتوى
يُعرض كتاب أنتيفا: دليل مناهضة الفاشية تفاصيل ظُهور مناهضة الفاشية في عشرينيات وثلاثينيات القرن العشرين، ويُقدم تحليلاً للحركات المعاصرة المناهضة للفاشية، وخاصة أنتيفا في الولايات المتحدة وأوروبا. يجادل براي في كتابه بأن مناهضة الفاشية العسكرية هي تقليد سياسي معقول ومشروع، ويصف كتابه بأنه دعوة حزبية بلا خجل لحمل السلاح تهدف إلى تزويد جيل جديد من مناهضي الفاشية بالتاريخ والنظرية الضروريين لهزيمة اليمين المتطرف المنبعث من جديد. تشمل الأمثلة التاريخية المشار إليها في الكتاب المجموعة 43 وفرقة الروك ضد العنصرية والمحاربون الحمر والمستقلون الذين نشروا تكتيكات بلاك بلوك .    كما أنه يعرض تفاصيل الأحداث الرئيسية في تاريخ الحركات المناهضة للفاشية مثل معركة شارع كيبل. 
وبالإضافة إلى وصف تاريخ الحركات المناهضة للفاشية، خصص الكتاب فصلاً لخمسة دروس تاريخية لمناهضي الفاشية.   يناقش موضوع أنتيفا من حيث صلته بإلغاء المنصات وحرية التعبير.    أُضيقت أيضًا المقابلات التي أجراها براي مع نشطاء أنتيفا في الكتاب.    أجرى براي 61 مقابلة من هذا القبيل في 17 دولة مختلفة.   يستخدم براي تعريف الفاشية الذي قدمه روبرت باكستون.   يعرّف أنتيفا بأنها السياسات غير الليبرالية للثورة الاجتماعية المطبقة على محاربة اليمين المتطرف، وليس فقط الفاشيين الحرفيين وباعتبارها سياسة راديكالية يسارية توحد الشيوعيين والاشتراكيين والفوضويين ومختلف اليساريين الراديكاليين المختلفين معًا من أجل هدف مشترك وهو مكافحة الفاشية اقصى اليمين.   

## الاستقبال
أشادت صحيفة سان فرانسيسكو كرونيكل بكتابة الكتاب ووصفت تحليل براي بأنه منهجي وغني بالمعلومات حُججه قاطعة ومتماسكة.  
علق كارلوس لوزادا من صحيفة واشنطن بوست قائلاً: إن المساهمة الأكثر تنويرًا للكتاب تدور حول تاريخ الجهود المناهضة للفاشية على مدار القرن الماضي، ولكن الأكثر صلة باليوم هو تبريره لخنق الخطاب وسحق العنصريين البيض. 
في لوس أنجلوس ريفيو أوف بوكس قال لوكا بروفينزانو إن الكتاب كُتب من مكان مشاركة جدير بالثناء ويوفر سلسلة نسب مفيدة للمتشددين المناهضين للفاشية في الوقت الحاضر، لكنه انتقد الكتاب أيضًا، قائلاً إن "إن نظرة أقرب وأكثر انتقادًا إلى بداية أنتيفا الحديثة في الستينيات والسبعينيات من القرن الماضي تكشف عن بعض مخاطر التنظيم المسلح، وسيحتاج التحليل الموثوق حقًا لتكتيكات الاحتجاج المناهضة للفاشية إلى إيلاء اهتمام أوثق لهذه الفترة. 
وصف فريد شو وهو يكتب في بيتسبرغ بوست-جازيت، الكتاب بأنه موجه بتحليل موجز مقدم من منظور من الداخل لكنه قال أيضًا إنه لم يكن مقلبًا للصفحات. 
في البرازيل ظهر كتاب براي فيما وصفه براي بالقليل من الجدل على تويتر في عام 2021، عندما قام أحد أعضاء حركة الشرطة المناهضة للفاشية التي تصف نفسها بتغريد صورة لنفسه وهو يحمل الكتاب، الأمر الذي ورد صاحب البلاغ بأنه إذا كان مناهضاً للفاشية حقاً فعليه أن يترك وظيفته. 